# Ильенков, Андрей Игоревич
Андрей Игоревич Ильенко́в — русский прозаик и поэт, заведующий отделом прозы журнала «Урал».

## Биография
В 1998 году окончил Уральский государственный университет (филологический факультет), позднее — аспирантуру, в 2002 году защитил кандидатскую диссертацию по творчеству Блока.
С 2000 года на редакторской работе в журнале «Урал».
Стихи и проза публиковались в журналах «Урал», «Дружба народов», «Наш современник», «Уральская новь», «Уральский следопыт», «Красная бурда» , "Пастор Шлаг" и др., в альманахах «Екатеринбургская формальная поэзия», «Год дракона», «Рука на плече», «Тагильская находка» (Екатеринбург), «Вавилон» (Москва), в антологиях «Современная уральская поэзия (1997—2003)», «Антология поэзии народов России» и др.
Член Союза писателей России. Живёт в Екатеринбурге.

## Фильмография

### Сценарист
- 2015 — Страна ОЗ

### Актёр
- 2015 — Страна ОЗ

## Премии
- Премия имени П. П. Бажова (2006)
- Приз имени Григория Горина за лучший сценарий на кинофестивале «Кинотавр» (фильм «Страна ОЗ») (2015)[2]
- Сценарная премия «Слово» имени Валентина Черных за лучший сценарий полнометражного фильма (фильм «Страна ОЗ») (2016)[3]